# Болгарська мова
Болга́рська мо́ва — одна з південнослов'янських мов. Поширена в Болгарії, певна кількість носіїв також живе в Україні (Одеська область), Молдові, Румунії, Північній Македонії. Ця мова є офіційною мовою Болгарії.

## Історія
Болгарська мова є найдавнішою писемно задокументованою слов'янською мовою. Її історичний розвиток характеризується чотирма основними періодами. Варто зауважити, що це поділ умовний, і назви не відображають різних мов, а лише періоди у розвитку болгарської мови, для яких характерні певні особливості.
Болгарська літературна мова сформувалася на середину XIX століття на базі північно-східних говірок. У XX столітті літературна мова зазнала значного впливу західних говірок, на території яких розташована столиця Болгарії — Софія. Писемність — на основі кирилиці.
У лексиці, а частково й у словотворі, літературна болгарська мова відбиває значний вплив так званої церковнослов’янської мови.
Писемна болгарська мова має тривалу історію. Найдавніші писемні пам'ятки відносяться до X сторіччя (надпис царя Самуїла, 993 року). Найважливіші етапи розвитку літературної мови:
- староболгарський період, щільно пов'язаний з першими продуктами конфесійного письменства при його виникненні в ІХ столітті. Охоплює період між прийняттям слов'янської мови як офіційної мови в Болгарії і кінцем Першої болгарської держави в 1018 році. Деякі мовознавці стверджують, що початок староболгарської мови фіксується трохи раніше, зі створенням першого слов'янського алфавіту (глаголиці) у 862 році святим Кирилом. Протягом цього періоду були написані найдавніші глаголичні та кириличні писемні пам'ятки староболгарською мовою. Болгарія стала центром слов'янської культури та писемності. Наступний, як і кілька подібних, напис на староболгарській мові з X століття є прикладом цієї писемності та культури.

|  | СЬДЄ ЛЄЖИТЪ МОСТИЧЬ ЧРЬГѸБЪІЛꙖ(Я) БЪІВЪІ ПРІ СѴМЄОНѢ ЦР҃И И ПРІ ПЄТРѢ ЦР҃И ОСМИѬ ЖЄ ДЄСѦТЬ ЛѢТЪ СЪІ ОСТАВИВЪ ЧРЬГѸБЪІЛЬСТВО Ї ВЬСЄ ІМѢНИѤ БЪІСТЪ ЧРЬНОРИЗЬЦЬ Ї ВЪ ТОМЬ СЪВРЬШИ ЖИЗНЬ СВОѬ. |

- середньоболгарський період (12—15 століття)

Приблизно охоплює період від відновлення Другої болгарської держави до її падіння під османським натиском. Мова Другої болгарської держави є основою для створення російської, сербської та волохо-молдавської редакцій і набуває значення як загальнослов'янська книжкова мова. Російський фонетичний варіант середньоболгарської мови з епохи Другої болгарської держави і до сьогодні є мовою православних церковних богослужінь у багатьох слов'янських країнах і є загальною церковною мовою.
- новоболгарський (власне ранній новоболгарський) період — XVI — 1-а чверть XIX століття

Найранніші писемні пам'ятки новоболгарської мови датуються XVII–XVIII століттям. Один з таких пам'ятників - Тихонравівський дамаскін XVII століття, що є одним з найранніших представників новоболгарської групи дамаскінів.
Після звільнення болгарська мова була оголошена офіційною шляхом циркулярного листа російської окупаційної адміністрації від 11 вересня 1878 року. Пізніше народні представники вирішили, що офіційною болгарською мовою буде мова, заснована на північно-східних діалектах, як і сьогодні. Найімовірніше це сталося через те, що мешканці найбільших міст того часу в країні - Русе, Велико-Тирново, Шумен, Габрово, Стара Загора і Пловдив, були в єдиній позиції щодо межі ятів. Це підкреслює розмежування між літературною мовою і західними діалектами. Таким чином, особливо чітко відокремлюються як діалекти шопські - софійський, радомирський, кюстендильський, самоковський і північно-західно болгарський.
У розвитку новоболгарської літературної мови виділяють три основні періоди:
- З початку XIX століття до визволення Болгарії від османського панування;
- Після визволення, де болгарська мова зазнає кількох правописних реформ - Правопис після визволення, Дриновський правопис, Омарчевський правопис та правописна реформа БЗНС;
- З 9 вересня 1944 року і після цього (правописна реформа).

Наведений нижче приклад демонструє текст болгарської друкованої Біблії кінця XIX століття, де ми спостерігаємо офіційний правопис після визволення, при якому букви середньовічної староболгарської, такі як ѿ, ѥ, ѱ, ѯ, були вилучені, а ѧ, ѩ тепер використовуються як "я" за російським зразком. Однак цей правопис все ще містить і, ѳ, середньовічні болгарські ѣ, ѫ, ѭ, а також зниклий пізніше повний та неповний артиклі в жіночому роді (-та/-тѫ):
|  | ...И пристигнѫ въ Дервіѭ и Листрѫ; и ето, имаше тамо нѣкой ученикъ на име Тимоѳей, сынъ на нѣкоѭ си женѫ Еврейкѫ повѣрвалѫ, а баща му бѣ Еллинъ; Който ученикъ бѣше свидѣтелствованъ отъ братія-та въ... |

Бувши давно закріпленою на письмі, болгарська мова дуже довго зберігала в правописі зв'язок із старовинною, почасти ще старослов'янською мовою. Лише 1945 нова влада комуністичної Болгарії ввела в загальнонаціональний вжиток раціональну та просту орфографію, в основному побудовану на морфологічному принципі із значними поступками вимові.

## Особливості
У ході історичного розвитку болгарської мови та контактів з неслов'янськими мовами Балканського півострова відбуваються значні зміни порівняно з іншими слов'янськими мовами. Вважається, що ці зміни включають морфологічні та синтаксичні зміни, які характеризуються майже повною відмовою від відмінків (залишки відмінкових форм маються в займенниках, особових іменниках, іменниках чоловічого роду в називному відмінку), виникнення та використання означеного артикля, збереження простих часів слов'янських дієслів (минулий доконаний час та минулий недоконаний час) та розвиток нових, виникнення подвоєного прямого та непрямого додатка, зникнення інфінітива та розвиток непрямовіддільних форм дієслів та інше. Ці зміни взагалі відрізняють розвиток морфології та синтаксису в болгарській мові від розвитку інших слов'янських мов.
Хоча його розмір важко визначити, російський вплив на болгарську мову під час утворення Третьої болгарської держави був дуже сильним. Частина прийнятих тоді слів з російської мови має староболгарське походження і була «повернута» в новітню болгарську літературну мову. Паралельно з цим увійшло велике число слів  чисто російського походження (переважно в суспільно-політичній сфері).
Протягом півтисячолітнього османського панування через турецьку мову увійшло багато перських та арабських слів, які й досі помилково вважаються "турецькими" (наприклад, шише, диван, хамам, турши(я), хамал, шалвар, диване та ін.). Після розвитку промисловості та науки у болгарську технічну мову увійшло багато німецьких слів (бандаж, багер, бурмашина та ін.), а після початку 80-х років XX століття - англійські, переважно в галузі комп'ютерних наук та інформаційних технологій (одним з останніх прикладів, який спочатку увійшов в розмовну мову, є "флашка").

## Діалекти

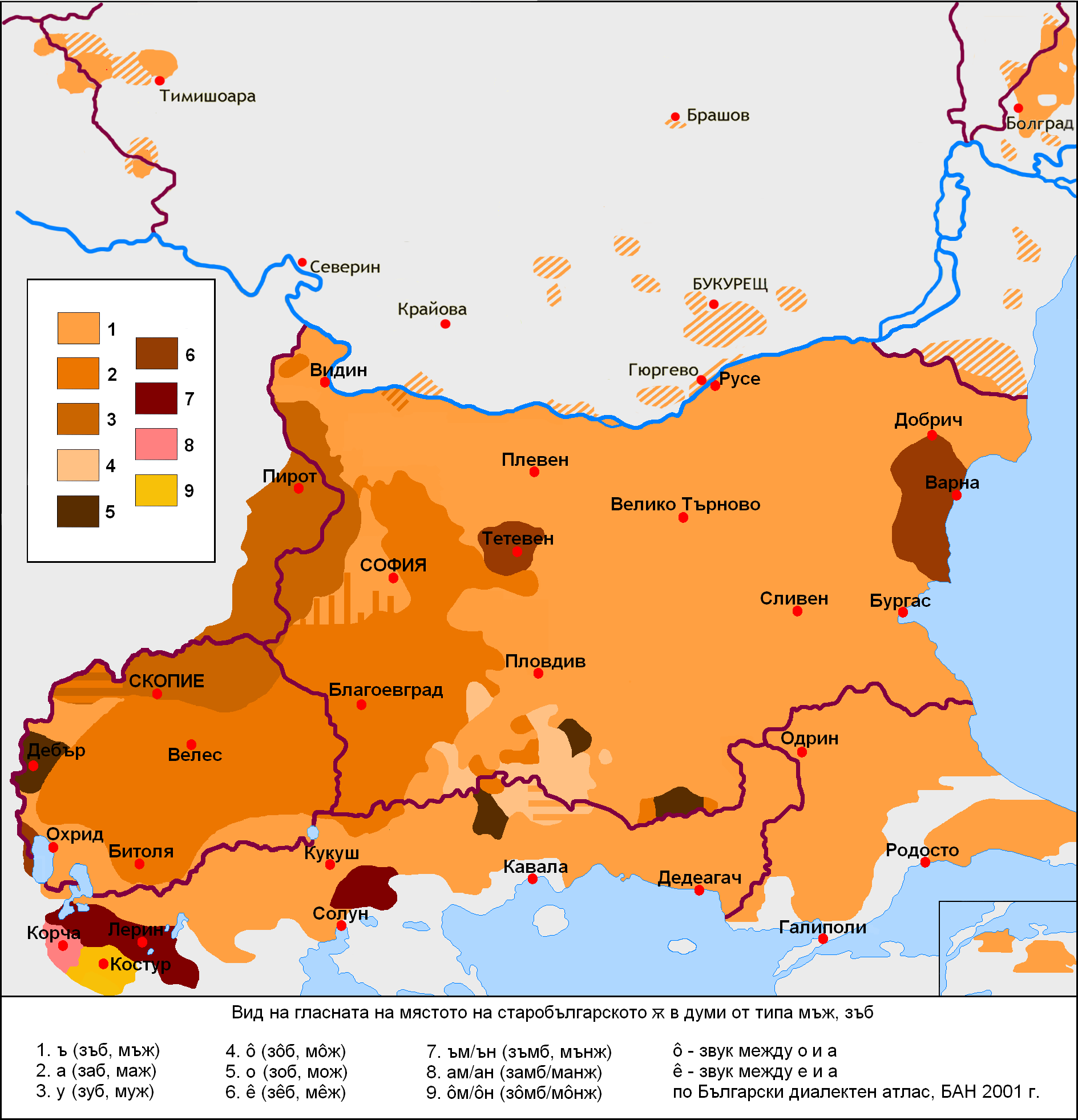
Болгарські діалекти

Болгарській мові властиві глибокі діалектні відмінності. Так, за вимовою старого «ятя» (Ѣ) діалекти поділяються на східні та західні. До особливостей болгарської мови порівняно з іншими слов'янськими мовами належать такі риси:
- відмінні від інших слов'янських рефлекси праслов'янської йотації: шт (записується літерою щ) на місці праслов'янського tj (в українській дало ч) та жд на місці праслов'янського dj (в українській дало ж): свеща [свешта] «свіча, свічка», чужд «чужий»
- особливий звук [ъ] на місці старого єра: сън «сон»
- наголос, який може стояти на будь-якому складі слова
- втрата відмінків іменників та прикметників (а також займенників та числівників), окрім вокатива, який використовується з особовими іменами
- наявність постпозитивного артикля (артикль, що приєднується до кінця означуваного ним іменника): човек — човекът або човека «чоловік, людина — той чоловік, та людина», жена — жената «жінка — та жінка», дете — детето «дитина — та дитина». Ця особливість зближує болгарську з іншими мовами балканського мовного союзу.
- втрата інфінітива, замість якого вживається особова форма дієслова теперішнього часу з часткою «да»: да зная «щоб мені знати»
- майбутній час утворюється за допомогою частки ще
- широке використання простих минулих часів, які зникли в інших слов'янських мовах — аориста та перфекта
- подвійний придієслівний додаток: мене ме викат «мене звати»
- переказувальний спосіб дієслова, який вживається для передачі інформації від третьої особи.

## Приклад
«Заповіт» Тараса Шевченка болгарською мовою (переклав Димитр Методієв)
| Щом умра, ме погребете Нейде на могила Посред степите широки На Украйна мила, Та скалите над водата, Днепър и полята Да се виждат, да се чува, Как реве реката. Щом помъкне от Украйна Днепър към морето Кърви вражи — аз тогава Планини, полета Ще оставя, ще отида Чак при Бога в рая Да се моля. Дотогава Господ аз не зная. Погребете ме, станете, Прангите счупете, С вражи кърви свободата Щедро наръсете. И в семейството велико, Свободно и ново Не забравяйте, споменете И мен с добро слово. |

(Джерело: Тарас Шевченко, Заповіт мовами народів світу, К., «Наукова думка», 1989)

## Словники
- Russian-Bulgarian Dictionary